# Gosia Piotrowska
Małgorzata « Gosia » Piotrowska est une actrice polonaise née en 1979, elle a grandi en Australie.
Elle est connue pour avoir interprétée Riana dans la série de science-fiction australo-polonaise Les Maîtres des sortilèges. 

## Biographie
Née en Pologne en 1979, elle immigre en Australie avec sa famille.
En 1995, elle joue dans la série australo-polonaise Les Maîtres des sortilèges (Spellbinder), une série de science-fiction où elle interprète Riana, un des rôles principaux. Ce rôle est le seul et unique de sa carrière.
En 2003, elle épouse Marcin Weiss, dont elle divorce en mai 2008.
Le 18 février 2005, elle accouche d'une fille qu'elle appelle « Maya ».

## Filmographie
- 1994 : Les Maîtres des sortilèges (Spellbinder), première saison, série télévisée de 26 épisodes - rôle : Riana